# جلال الرويشان
جلال علي علي الرويشان (1963 - ) عسكري يمني، وُلد في قرية بيت الرويشان في مديرية جحانة عزلة اليمانية السفلى في بلاد خولان شرقي العاصمة صنعاء. تعين وزيراً للداخلية في حكومة خالد بحاح بتاريخ 7 نوفمبر 2014 ، وكان قبلها مديرًا لجهاز الأمن السياسي وظل في منصبه حتى قدمت الحكومة استقالتها في 22 يناير 2015، بعد انقلاب اليمن 2014 الذي قام به الحوثيون  وعينه الحوثيون رئيساً للجنة الأمنية العليا التابعة لهم.

## حياته وتعليمه
انتقل إلى مدينة صنعاء سنة 1391هـ/1971م، والتحق بالتعليم النظامي حتى تخرج من الثانوية العامة سنة 1400هـ/1980م، ثم التحق بكلية الشرطة (نظام أربع سنوات)، وتخرّج منها سنة 1405هـ/1985م، حاصلاً على دبلوم علوم الشرطة، وليسانس في الشريعة والقانون من جامعة صنعاء بتقدير عام جيد جدًّا.

## مناصب وأدوار
- عمل في الجهاز المركزي للأمن الوطني منذ تخرجه وحتى عام 1410هـ/1990م.[4]
- عّين نائبًا لمدير عام فرع الأمن السياسي في محافظة مأرب.
- مديرًا عامًّا للفرع حتى سنة 1423هـ/2003م.
- مديرًا لإدارة المتابعة والتحصيل في البنك التجاري اليمني في مدينة صنعاء.
- رئيس جهاز الأمن السياسي (اليمن) في 2014.

| المناصب السياسية     | المناصب السياسية                                   | المناصب السياسية            |
| -------------------- | -------------------------------------------------- | --------------------------- |
| سبقه عبده حسين الترب | وزير الداخلية اليمني 7 نوفمبر 2014 - 22 يناير 2015 | تبعه عبده محمد حسين الحذيفي |
| سبقه عبده حسين الترب | وزير الداخلية - اللجنة الثورية - مستمر             | تبعه -                      |